# 1027 Aesculapia
Aesculapia (asteroide 1027) é um asteroide da cintura principal com um diâmetro de 32,2 quilómetros, a 2,73318 UA. Possui uma excentricidade de 0,1324508 e um período orbital de 2 042,46 dias (5,59 anos).
Aesculapia tem uma velocidade orbital média de 16,78053073 km/s e uma inclinação de 1,25556º.
Esse asteroide foi descoberto em 11 de novembro de 1923 por George Van Biesbroeck.